# The 45 Rules of Divorce
The 45 Rules of Divorce (arabischer Originaltitel: قواعد الطلاق ال45, DMG Qawāʿid aṭ-Ṭalāq al-45) ist eine ägyptisch-US-amerikanische Fernsehserie. Die bisher 45-teilige Serie ist eine Adaption der US-amerikanischen Fernsehserie Girlfriends’ Guide to Divorce von Marti Noxon. Sie ist die erste drehbuchbasierte Eigenproduktion des arabischen Senders MBC 4.

## Handlung
Die Serie handelt von der Anfang-40-jährigen Selbsthilfebuchautorin Farida (Injy El Mokkaddem), die ihre aktuelle Scheidung mit ihrem ohnehin recht chaotischen Privatleben unter einen Hut bringen muss.

## Hintergrund
The 45 Rules of Divorce ist eine Adaption der US-amerikanischen Dramedy Girlfriends' Guide to Divorce von Marti Noxon. Teilweise wurden Dialoge aus dem Original eins zu eins übersetzt und in die arabische Version übernommen. Die Serie wurde von NBCUniversal und Middle East Broadcasting Center (MBC) koproduziert. Die gleiche Strategie wurde von MBC4 und Shahid VIP bereits bei der arabischsprachigen Adaption von Jane the Virgin (Miss Farah) angewandt.

## Besetzung
| Rollenname | Schauspieler         | Episoden (Hauptrolle) | Episoden (Nebenrolle) |
| ---------- | -------------------- | --------------------- | --------------------- |
| Farida     | Injy El Mokkaddem    | 1.01–                 |                       |
| Sarah      | Ingi Abou Zeid       | 1.01–                 |                       |
| Dalia      | Heidy Karam          | 1.01–                 |                       |
| Omar       | Omar El Shenawy      | 1.01–                 |                       |
| Lana       | Sally Shahine        | 1.01–1.07             |                       |
| Lebna      | Gihan El Shamashergy | 1.08–                 |                       |
| Ismail     | Sedky Sakhr          |                       | 1.01–                 |
| Taher      | Hassan Abdullah      |                       | 1.01–                 |
| Adel       | Ezzat Zain           |                       | 1.01–                 |
| Salim      | Alaa Khaled          |                       | 1.01–                 |

## Ausstrahlung
Die Erstausstrahlung begann am 21. November 2021 auf dem Sender MBC 4. Die 45 Episoden der ersten Staffel (im Original auf 5 Staffeln verteilt) wurden bis Januar 2022 ausgestrahlt.